# Callambulyx junonia
Callambulyx junonia är en fjärilsart som beskrevs av Butler 1881. Callambulyx junonia ingår i släktet Callambulyx och familjen svärmare. Inga underarter finns listade i Catalogue of Life.

## Beskrivning

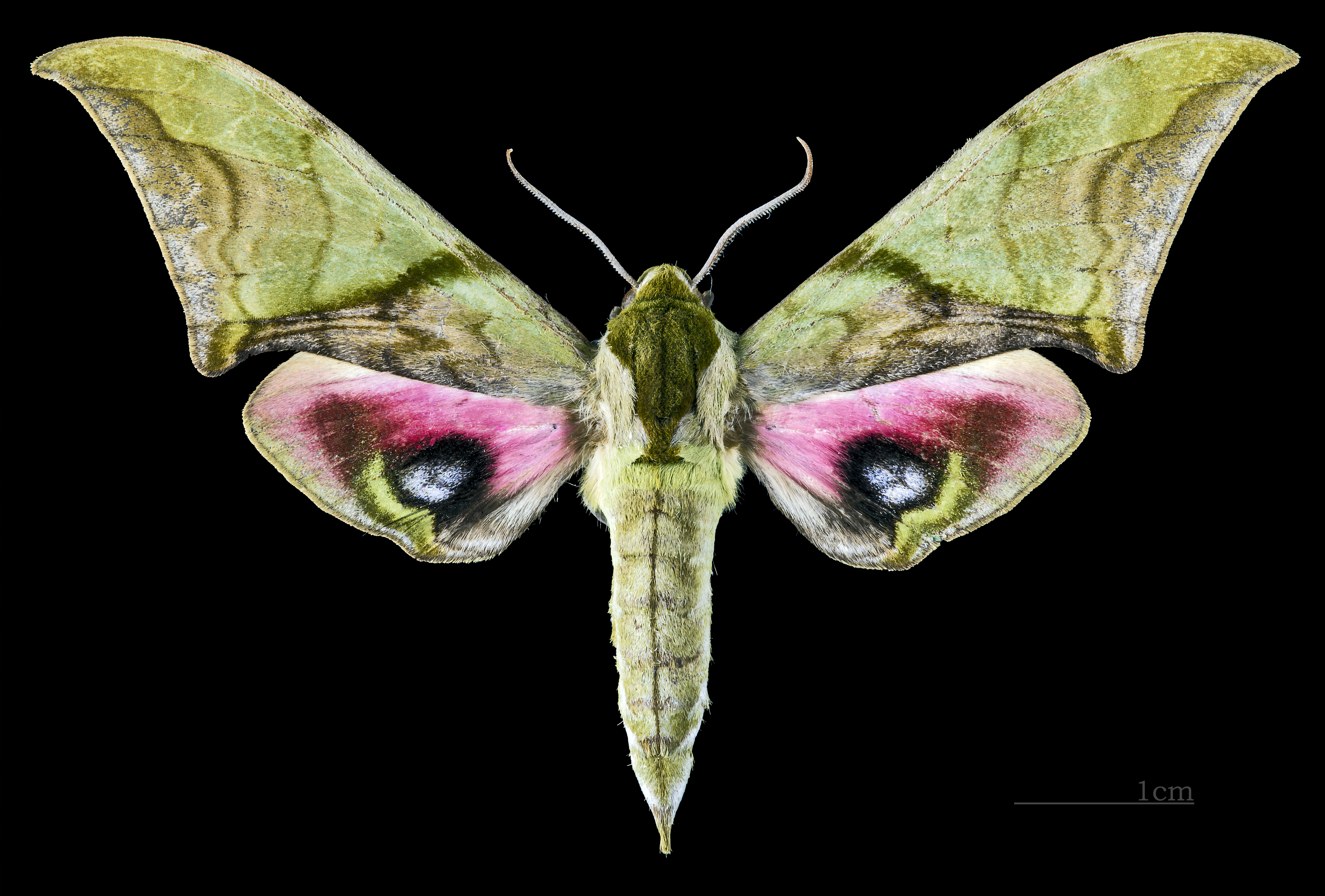
♂
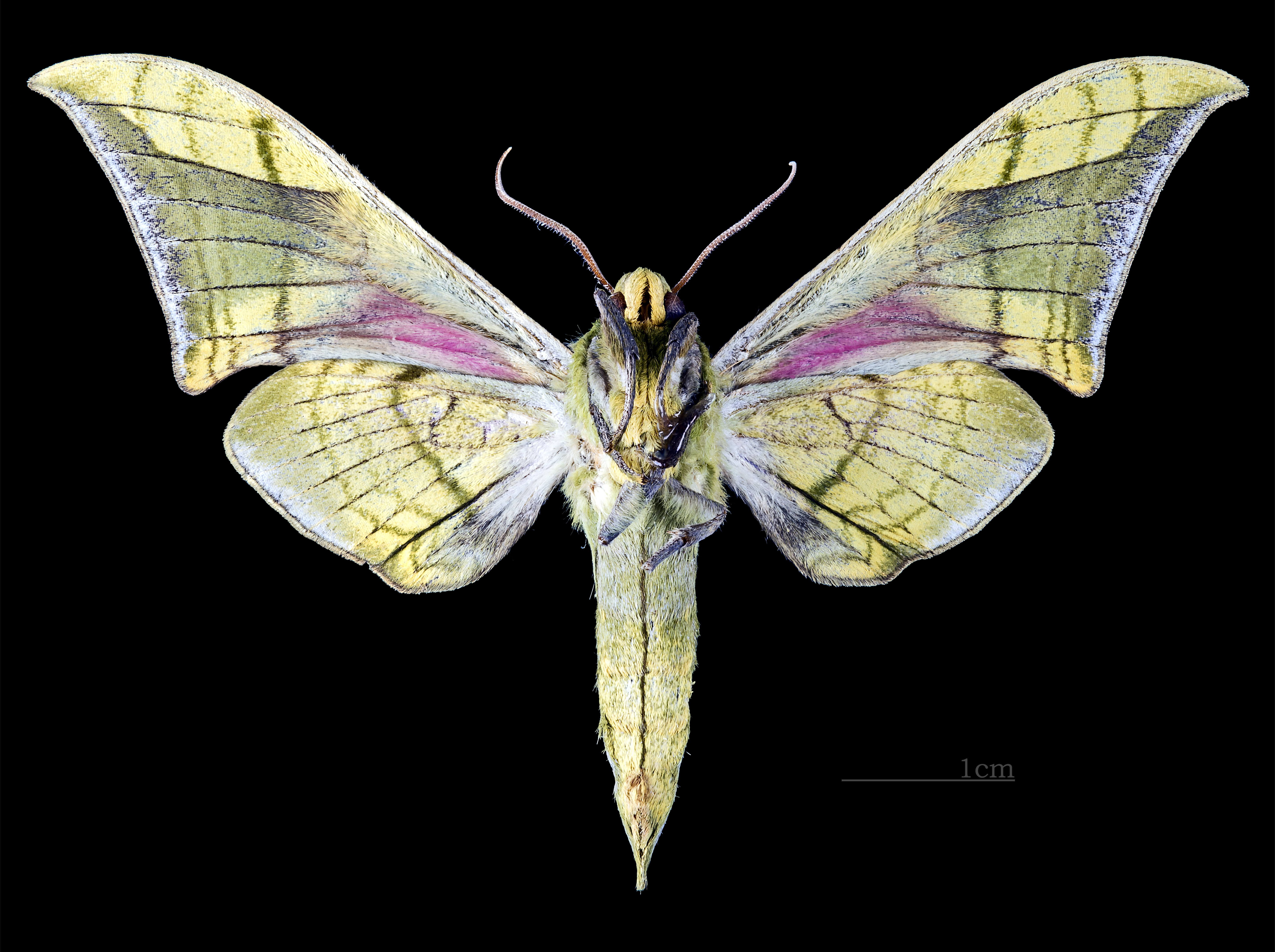
♂ △